# Икота
Ико́та — неспецифическое нарушение функции внешнего дыхания, которое возникает в результате серии судорожных толчкообразных сокращений диафрагмы и проявляется субъективно неприятными короткими и интенсивными дыхательными движениями. Один из возможных симптомов переохлаждения, переедания, алкогольного опьянения и других состояний.
Также имеется так называемая «Хроническая икота». Человек рождается уже с приобретённой икотой. Она может проявиться в любой момент, но это излечимо.
Икота — непроизвольная физиологическая реакция. Она вызывается синхронными миоклоническими сокращениями диафрагмы и межрёберных мышц, которые имитируют фиксированный вдох, однако внезапное закрытие дыхательных путей надгортанником перекрывает поток воздуха: вдох сопровождается как бы коротким удушьем. Сдавленный звук, который при этом производится, является следствием резкого закрывания голосовой щели.
С эволюционной точки зрения, икота может быть объяснена как рефлекс, предназначенный для удаления воздуха из желудка. При достижении этой цели (вытеснением воздуха водой или отрыжкой) рефлекс обычно прекращается. Это утверждение не относится к случаям т. н. патологической икоты, когда рефлекс вызывается каким-то внутренним раздражителем патологической природы (воспалением, опухолью и т. д.).

## Причины
Икота иногда возникает у здоровых людей без видимой причины и, как правило, представляет собой безвредное, быстро прекращающееся явление. Икота может возникнуть при курении сигарет со вкусовыми и т. п. добавками, а также при общем охлаждении (особенно у детей раннего возраста), при перерастяжении желудка (переполнении его пищей), а также при раздражении диафрагмального или блуждающего нервов (описан случай возникновения длительной икоты с частотой сокращений диафрагмы равной частоте сердечного ритма при замыкании повреждённого провода от кардиостимулятора на диафрагмальный нерв).
Блуждающий нерв, проходя из грудной полости в брюшную, протискивается вместе с пищеводом через узкое отверстие в диафрагме. Раздражение блуждающего нерва может произойти при торопливом приеме пищи, при переедании, а также в неудобной позе, когда нерв сжимается, или при испуге, когда происходит резкий вдох.
Длительная (более нескольких часов), изнуряющая икота может быть вызвана поражениями ЦНС, в частности энцефалитом, метаболическими расстройствами (при диабетической, уремической или печёночной коме), интоксикациями (алкоголем, барбитуратами, миорелаксантами, бензодиазепинами), инсультом, черепно-мозговой травмой, артериовенозными мальформациями. Икота может быть грозным признаком нарастающей внутричерепной гипертензии или объёмного образования задней черепной ямки. Причинами икоты могут быть также сдавление корешка CIV грыжей межпозвонкового диска, опухоли шеи, опухоль средостения, лимфогранулематоз или саркоидоз, опухоль пищевода или лёгких, дивертикул пищевода, рефлюкс-эзофагит, ларингобронхит, медиастинит, инфаркт миокарда, заболевания органов брюшной полости (гастрит, язвенная болезнь желудка и двенадцатиперстной кишки, кишечная непроходимость, поддиафрагмальный абсцесс, панкреатит, заболевания желчевыделительной системы, опухоли желудка, поджелудочной железы, печени), глаукома.

## Лечение
Икоту обычно пережидают, так как её приступ практически всегда быстро проходит. Существует множество лекарственных препаратов, воздействующих на причины икоты, но ни один конкретный из них не известен как особенно эффективный, как правило, из-за отсутствия высококачественных доказательств. Электростимуляция блуждающего нерва была использована при трудноизлечимой икоте. Постоянное пальцевое ректальное исследование также доказало свою эффективность в прекращении неустранимой икоты.